# Лайв Оук (град, Калифорния)
Лайв Оук (на английски: Live Oak) е град в окръг Сатър, щата Калифорния, Съединените американски щати.
Има население от 8774 жители (по приблизителна оценка от 2017 г.) и обща площ от 4839 km² (1869 кв. мили). Намира се на 24 m надморска височина. ЗИП кодовете му са 95953, 95992, а телефонният му код е 530.